# Église Saint-Gervais-et-Saint-Protais d'Onzain
 (mars 2012).
Si vous disposez d'ouvrages ou d'articles de référence ou si vous connaissez des sites web de qualité traitant du thème abordé ici, merci de compléter l'article en donnant les références utiles à sa vérifiabilité et en les liant à la section « Notes et références ».
L'église Saint-Gervais-et-Saint-Protais est l'église catholique de la commune déléguée d'Onzain, à Veuzain-sur-Loire, en région Centre-Val de Loire. Elle a été inscrite monument historique par arrêté du 28 décembre 1928.

## Historique
Fondée au XIe siècle, sous le patronage de l'abbaye tourangelle de Marmoutier, l'église d'Onzain fut entièrement reconstruite à partir de la fin du XVe siècle en deux campagnes :
- À la fin du XVe siècle furent élevés, dans le style gothique flamboyant, le chœur, son abside et les deux chapelles latérales. La date peut être précisée par les armoiries sculptées sur la clé de voûte de la chapelle nord qui sont celles de Jean de Polignac et Jeanne de Chambes (1473-1528), seigneurs  d'Onzain à partir de 1499.

- Quelques années plus tard, vers 1530, alors que Anne de Polignac, fille et héritière des précédents, mariée à François II de La Rochefoucauld, reconstruisait le château, l'édifice fut complété par la nef avec ses bas-côtés, le clocher, le portail latéral sud dans le style Renaissance. Toutefois les voûtes ne sont qu'amorcées : chapiteaux et départs des arcs recevront des voûtes provisoires en bois, voûtes d'ogives pour les deux premières travées, voûte en berceau pour la troisième. Ce provisoire devait durer plus de 300 ans.

En 1661, François de Rostaing, comte de Bury et d'Onzain et sa femme Anne-Marie d'Urre d'Aiguebonne, font construire par le célèbre sculpteur blésois Gaspard Imbert un grand retable de pierre orné d'un grand tableau, provenant du couvent des jacobins de Blois et représentant une Descente de Croix d'après Dürer et de quatre statues des saints patrons de la paroisse et des donateurs. Cet autel principal sera complété, deux ans plus tard, par deux autels latéraux en bois.
Sans que l'on en connaisse exactement la raison, en 1701, fut reconstruite toute la partie nord-ouest de l'église, c'est-à-dire les deux travées ouest du mur nord, la façade ouest sur la rue à gauche du clocher, ainsi que le premier pilier à gauche en entrant. De cette période date donc le portail principal. Mais là encore, devant l'importance de la dépense, on remet à plus tard la finition des voûtes.
Le manque d'entretien au cours du XIXe siècle oblige à une remise en état très complète entre 1872 et 1874. Les voûtes sont enfin construites, en briques. Le chœur est agrandi et réaménagé dans le goût de l'époque avec destruction du retable (seules les statues seront conservées et sont encore présentes) ; la fenêtre absidiale qui avait été obturée est rouverte et les trois autels reconstruits dans le style néo-gothique.
La restauration entreprise en 1990 qui a supprimé dans l'édifice une partie des ajouts du XIXe siècle, tout en en conservant certains témoins (peintures des voûtes du chœur et morceaux de sculpture) a permis de retrouver la pureté originelle du monument.